# 北九州中央郵便局
北九州中央郵便局（きたきゅうしゅうちゅうおうゆうびんきょく）は、福岡県北九州市小倉北区にある郵便局。民営化前の分類では集配普通郵便局であった。

## 概要
- 住所 北九州市小倉北区萩崎町2-1

1872年（明治5年）に「小倉郵便取扱所」として設けられたのが始まりで、以前はJR小倉駅前にあった。局舎の狭隘と、郵便物継送体制の再編のため、東小倉輸送郵便局を統合する形で国立福岡県営福岡障害者職業能力開発校が移転した跡地に移った（旧局舎には利便性確保のため小倉駅前郵便局を新設）。
ゆうちょ銀行熊本支店北九州出張所（北九州店、取扱店番号740030）を併設する。また、かつてはかんぽ生命保険北九州支店が併設されていたが、2019年（令和元年）10月15日付でガーデンシティ小倉（北九州市小倉北区京町3-7-1、小倉駅前郵便局が入居）に移転した。また、かつては国立小倉病院（のちの国立病院機構小倉医療センター）内に南北方分室が設置されていたが、1949年（昭和24年）に廃止された。

## 沿革
- 1872年1月14日（明治4年12月5日） - 小倉（こくら）郵便取扱所として開設[3]。
- 1873年（明治6年）4月 - 小倉郵便仮役所となる[3]。
- 1875年（明治8年）1月1日 - 小倉郵便局（二等）となる。翌日より為替取扱を開始[3]。
- 1879年（明治12年） - 貯金取扱を開始[3]。
- 1900年（明治33年）2月1日 - 小倉電信局に編入される形で小倉郵便電信局となる[3]。
- 1903年（明治36年）4月1日 - 通信官署官制の施行に伴い小倉郵便局となる[3]。
- 1949年（昭和24年）10月1日 - 南北方分室を廃止[4]。
- 1956年（昭和31年）10月11日 - 電話通話および和文電報受付事務の取扱を開始。
- 1959年（昭和34年）3月21日 - 小倉市船場町から同市浅野町へ移転。
- 1990年（平成2年）7月2日 - 北九州中央郵便局に改称[5]。
- 1992年（平成4年）8月3日 - 外国通貨の両替および旅行小切手の売買に関する業務取扱を開始。
- 1999年（平成11年）6月28日 - 小倉北区京町三丁目から同区萩崎町に移転[6]（旧局舎を利用して小倉駅前郵便局を設置[7]）。
- 1999年（平成11年）7月5日 - 東小倉輸送郵便局[1]の廃止に伴い、同局の機能を統合[8]。
- 2007年（平成19年）3月26日 - 新福岡郵便局開局に伴う郵便業務再編により、京築・筑豊地域のゆうパックの地域区分業務を飯塚郵便局から移管される。
- 2007年（平成19年）10月1日 - 民営化に伴い、併設された郵便事業北九州支店、ゆうちょ銀行北九州店、かんぽ生命保険北九州支店に一部業務を移管。
- 2012年（平成24年）10月1日 - 日本郵便株式会社の発足に伴い、郵便事業北九州支店を北九州中央郵便局に統合[9]。
- 2015年（平成27年）9月7日 - 西谷郵便局が石原町郵便局から東谷地区の郵便物等配達業務を移管される。
- 2017年（平成29年）10月2日 - 西谷郵便局から三谷地区の郵便物等配達業務を移管予定[10]。
- 2019年（令和元年）10月15日 - かんぽ生命保険北九州支店がガーデンシティ小倉（北九州市小倉北区京町3-7-1、小倉駅前郵便局が入居）に移転[2]。

## 取扱内容

### 直轄業務
- 郵便、印紙、ゆうパック、内容証明
- 郵便番号の上2桁が80の地域あての郵便物とゆうパックを配達局ごとに区分する業務（地域区分局）
- 北九州市小倉南区内の一部地域と小倉北区内の集配業務（ただし、小倉北区の紫川を挟む西側の地域については、郵便物の取集業務のみ[11]）
- ゆうゆう窓口

### 代理店業務
かんぽ生命保険
- 生命保険、バイク自賠責保険、自動車保険、がん保険、引受条件緩和型医療保険[12]

### ゆうちょ銀行北九州店
- 貯金、貸付、為替、振替、振込、国際送金、外貨両替、国債、投資信託、変額年金保険、住宅ローン[12]
- ATM

## 業務担当区域拡大と現地拠点
局舎を現在地に移転後、徳力団地内に置かれていた小倉西郵便局の分室機能を廃止・吸収して小倉南区の徳力・守恒・南方・蒲生地域を管轄下に収める（〒803-09XX→〒802-09XX）とともに、石原町（〒803-0199 → 〒803-0186）・西谷（〒803-0299→〒803-0278）の両集配特定郵便局も傘下に置いた。両郵便局の郵便現業部門は民営化に際し「郵便事業北九州支店」の「集配センター」化して業務を配達のみとし、ポスト等の取集めについては北九州中央局に集約の上で外部委託を強力に進めた。
民営化見直し後も「現地拠点」は民営化前の状態には戻されず、民営化時に設けられた局内の仕切りは残され、日本郵便公式サイト内郵便物の追跡サービスにおける取扱郵便局名表示は、所在郵便局名ではなく「北九州中央郵便局（拠点所在局名）」と表示。両局関係の集配臨時社員募集も北九州中央局で行っていた。
長期にわたり低廉な価格でサービスを維持していくため全国規模で業務の見直しが進む中、北九州中央局でも2段階で現地拠点廃止が行われることとなった。先ず、2015年9月7日に石原町局の現地拠点を西谷局内の現地拠点に移管し、西谷局が三谷地区の郵便物等配達を一手に担う形とした。そして2017年10月2日付で、西谷局の現地拠点を廃止し、小倉南区における郵便物等の集配業務を、北九州中央局と曽根局の2局に集約する予定である。

## 管内郵便局の集配ネットワーク
郵便番号80X-XXXXエリアのみについて記す。対象となるのは北九州市・中間市・芦屋町・水巻町・鞍手町・苅田町と、県の一般的地域区分とは異なる。
- 岡垣町・遠賀町は新福岡局が地域区分局
- 苅田町・上毛町以外の京築地区と筑豊全域の地域区分局は新福岡局
- 「ゆうゆう窓口」は地域区分局並びに表における「集配担当局」のみに設けられ、他は全て廃止
- 「現地拠点」は配達業務のみを担当し、設置局窓口・門前ポスト以外の管内ポストにおける取集め・設置管理は「集配担当局」の管轄

| 地域区分局 | 集配担当局 | 現地拠点          | 郵便番号                                     | 対象地域                                                                       | 備考                                       |
| ---------- | ---------- | ----------------- | -------------------------------------------- | ------------------------------------------------------------------------------ | ------------------------------------------ |
| 北九州中央 |            |                   | 802-XXXX                                     | 小倉北区の紫川以東、小倉南区の一部                                             | 北九州中央局直轄                           |
| 北九州中央 | 西谷       | 803-02XX 803-01XX | 小倉南区の両谷・東谷の各出張所管内           | 北九州中央局直轄、石原町局から業務移管 2017年10月2日付で北九州中央局に移管予定 |                                            |
| 北九州中央 | 門司       |                   | 800-XXXX 800-01XX 801-XXXX                   | 門司区                                                                         | 門司港・恒見の各局から業務移管             |
| 北九州中央 | 門司       | 苅田              | 800-03XX                                     | 苅田町                                                                         | エリア的に曽根局を跨ぐ形となる             |
| 北九州中央 | 曽根       |                   | 800-02XX                                     | 小倉南区の曽根出張所管内など                                                   |                                            |
| 北九州中央 | 小倉西     |                   | 803-XXXX                                     | 小倉北区の紫川以西                                                             |                                            |
| 北九州中央 | 戸畑       |                   | 804-XXXX                                     | 戸畑区                                                                         |                                            |
| 北九州中央 | 八幡       |                   | 805-XXXX                                     | 八幡東区                                                                       |                                            |
| 北九州中央 | 八幡西     |                   | 806-XXXX                                     | 八幡西区の区役所本庁管内                                                       |                                            |
| 北九州中央 | 八幡南     |                   | 807-XXXX 807-11XX 807-12XX 807-13XX 809-XXXX | 八幡西区の各出張所管内、中間市、水巻町、鞍手町                                 | 香月・木屋瀬・鞍手・中間の各局から業務移管 |
| 北九州中央 | 若松       |                   | 808-XXXX                                     | 若松区の区役所本庁管内                                                         |                                            |
| 北九州中央 | 二島       |                   | 808-01XX 807-01XX                            | 若松区の島郷出張所管内、芦屋町                                                 | 芦屋局から業務移管                         |

## 周辺
- 小倉公共職業安定所（ハローワーク小倉）
- 北九州市民球場
- 北九州メディアドーム

## アクセス
- 北九州モノレール 香春口三萩野駅から徒歩約8分
- 西鉄バス 三萩野停留所下車徒歩約8分
- 北九州高速4号線 足立ランプからすぐ
- 国道3号沿い
- 駐車場あり：29台